# Gymnasium haut-sorabe de Bautzen

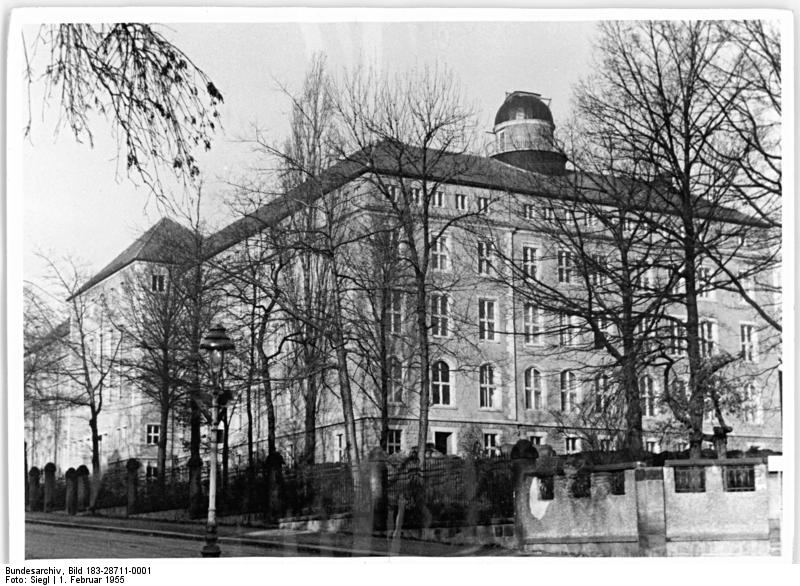
Le Gymnasium haut-sorabe en 1955.

Le Gymnasium haut-sorabe de Bautzen (en allemand : Sorbische Gymnasium Bautzen, en haut sorabe : Serbski gymnazij Budyšin), est un lycée bilingue allemand/sorabe situé à Bautzen dans la région de Haute-Lusace dans le land de Saxe.

## Historique
Le lycée ouvrit ses portes le 1er septembre 1947 à Bautzen dans l'ancien hôpital militaire détruit partiellement au cours de la Seconde Guerre mondiale. Un pensionnat fut créé pour les jeunes Sorabes venant de l'autre bout de la Haute-Lusace.
Dès 1951, la langue sorabe est proposée dans le cadre de l'enseignement. Dans le cadre du projet pédagogique bilingue Witaj mis en place en Lusace, les cours en sorabe sont dispensés dans les disciplines suivantes : mathématiques, histoire/géographie, art, musique et sport. Pour les élèves germanophones, le sorabe est proposé au même titre que l'anglais, le français, le russe et le tchèque.
En 2007, les bâtiments furent rénovés et accueillent aujourd'hui une école bilingue, un collège et un lycée sous le même toit.

## Anciens élèves
- Bogna Koreng, présentatrice de télévision
- Stanislaw Tillich, homme politique allemand